# 太元 (东晋)
太元（376年-396年）是東晋皇帝晋孝武帝司马曜的第二个年号，共计21年。
太元二十一年九月晋安帝即位沿用，次年改元隆安元年。
期间较为重要的事件是太元八年（383年）的淝水之战。

## 纪年
| 太元 | 元年     | 二年   | 三年   | 四年   | 五年   | 六年   | 七年   | 八年   | 九年   | 十年   |
| ---- | -------- | ------ | ------ | ------ | ------ | ------ | ------ | ------ | ------ | ------ |
| 公元 | 376年    | 377年  | 378年  | 379年  | 380年  | 381年  | 382年  | 383年  | 384年  | 385年  |
| 干支 | 丙子     | 丁丑   | 戊寅   | 己卯   | 庚辰   | 辛巳   | 壬午   | 癸未   | 甲申   | 乙酉   |
| 太元 | 十一年   | 十二年 | 十三年 | 十四年 | 十五年 | 十六年 | 十七年 | 十八年 | 十九年 | 二十年 |
| 公元 | 386年    | 387年  | 388年  | 389年  | 390年  | 391年  | 392年  | 393年  | 394年  | 395年  |
| 干支 | 丙戌     | 丁亥   | 戊子   | 己丑   | 庚寅   | 辛卯   | 壬辰   | 癸巳   | 甲午   | 乙未   |
| 太元 | 二十一年 |        |        |        |        |        |        |        |        |        |
| 公元 | 396年    |        |        |        |        |        |        |        |        |        |
| 干支 | 丙申     |        |        |        |        |        |        |        |        |        |

## 参看
- 中国年号索引
- 其他时期使用的太元年号
- 同期存在的其他政权年号
  - 升平：前凉年号
  - 凤凰（386年二月-十一月）：张大豫自立年号
  - 建元（365年-385年七月）：前秦政权苻坚年号
  - 太安（385年八月-386年十月）：前秦政权苻丕年号
  - 太初（386年十一月-394年六月）：前秦政权苻登年号
  - 延初（394年七月-394年十月）：前秦政权苻崇年号
  - 元光（393年六月-394年七月）：窦冲自立年号
  - 白雀（384年四月-386年四月）：后秦政权姚苌年号
  - 建初（386年四月-394年四月）：后秦政权姚苌年号
  - 皇初（394年五月-399年九月）：后秦政权姚兴年号
  - 燕元（384年-386年二月）：后燕政权慕容垂年号
  - 建兴（386年二月-396年四月）：后燕政权慕容垂年号
  - 永康（396年四月-398年四月）：后燕政权慕容宝年号
  - 建光（388年二月-391年十月）：翟辽自立年号
  - 定鼎（391年十月-392年六月）：翟辽子翟钊年号
  - 燕兴（384年四月-十二月）：西燕政权慕容泓年号
  - 更始（385年-386年二月）：西燕政权慕容冲年号
  - 昌平（386年二月-三月）：西燕政权段随年号
  - 建明（386年三月）：西燕政权慕容顗年号
  - 建平（386年三月）：西燕政权慕容瑶年号
  - 建武（386年三月-九月）：西燕政权慕容忠年号
  - 中兴（386年十月-394年八月）：西燕政权慕容永年号
  - 建义（385年九月-388年六月）：西秦政权乞伏国仁年号
  - 太初（388年六月-400年七月）：西秦政权乞伏歸年号
  - 太安（386年十月-389年正月）：后凉政权吕光年号
  - 麟嘉（389年二月-396年六月）：后凉政权吕光年号
  - 龙飞（396年六月-399年）：后凉政权吕光年号
  - 建国（338年十一月-376年）：代政权拓跋什翼犍年号
  - 登国（386年-396年六月）：北魏政权拓跋珪年号
  - 皇始（396年七月-398年）：北魏政权拓跋珪年号